# Гардашевич, Войо
Воислав (Войо) Гардашевич (серб. Војо Гардашевић; род. 10 октября 1940, Подгорица) — югославский и черногорский футбольный тренер.

## Биография
В качестве футболиста Гардашевич выступал на позиции защитника. Большую часть своей карьеры он провел в местных клубах «Будучност» (Титоград) и «Сутьеска». В зрелом возрасте уехал в Нидерланды, где провел два сезона за ПЕК Зволле.
После завершения карьеры Гардашевич начал тренировать. Несколько лет он трудился с клубами «Будочност» и «Зета». Спустя некоторое время специалиста позвали в Ирак, где он некоторое время работал с национальной сборной страны.
На рубеже 1990—2000 годов Гардашевич возглавлял сборные Кении, Сейшел и Эритреи. В последние годы наставник возглавлял команды из Сейшельских островов. Ему удавалось неоднократно приводить их к титулу чемпиона страны.

## Достижения
- Чемпион Сейшельских островов (4): 2002, 2004, 2005, 2006
- Обладатель Кубка Сейшельских островов: 2012